# Trifolium virginicum
Trifolium virginicum är en ärtväxtart som beskrevs av John Kunkel Small och Anna Murray Vail. Trifolium virginicum ingår i släktet klövrar, och familjen ärtväxter. Inga underarter finns listade i Catalogue of Life.